# Сас, Анна Дмитриевна
А́нна Дми́триевна Сас (род. 6 октября 2003 года) — белорусская футболистка, полузащитник московского «Динамо» и сборной Белоруссии.

## Биография
Является воспитанницей женского футбольного клуба «Минск».
29 марта 2020 года дебютировала за основную команду в финальном матче за Суперкубок Белоруссии. 1 мая провела свой первый матч в рамках чемпионата Белоруссии, выйдя на замену на 78-й минуте игры против клуба «Днепр-Могилёв». В сезоне 2020 забила 5 голов, войдя в топ-30 лучших бомбардиров. Провела 45 матчей в Высшей лиге Белоруссии. За «Минск» выступала на протяжении двух сезонов, в феврале 2022 года перешла в клуб женской Бундеслиги «Карл Цейсс». Также играла за «Чарни Сосновец» (Польша, 2022-2023) и стамбульский «Карагюмрюк» (Турция, 2023). В 2024 году подписала контракт с «Динамо-БГУФК», где выиграла в одном сезоне Чемпионат и Кубок Белоруссии.
В январе 2025 года перешла в московское «Динамо».

### В сборной
Дебют в сборной до 17 лет состоялся 23 сентября 2018 года в матче против Словении в рамках отборочного турнира к чемпионату Европы (0:3).
22 сентября 2020 года дебютировала за национальную сборную Белоруссии в матче против Фарерских островов (2:0), уступив место на поле своей одноклубнице Анастасии Побегайло на 61-й минуте игры.

## Достижения
- Чемпион Белоруссии: 2024
- Обладательница Кубка Белоруссии: 2024
- Обладательница Суперкубка Белоруссии: 2020